# تام مک‌گوان
تام مک‌گوان (انگلیسی: Tom McGowan؛ زادهٔ ۲۶ ژوئیهٔ ۱۹۵۹) یک هنرپیشه اهل ایالات متحده آمریکا است.
از فیلم‌های معروف او می‌توان به بازی در قفس پرنده، مرد خانواده، کاپیتان ران و کشمکش خوب اشاره کرد.